# Північно-східна космічна радіообсерваторія
Північно-східна космічна радіообсерваторія (порт. Rádio-Observatório Espacial do Nordeste, ROEN) — радіообсерваторія в Бразилії, яка містить найбільший у країні радіотелескоп діаметром 14,2 метра. Розташована у місті Еусебіо в штаті Сеара, приблизно в 20 км на південь від Форталези. 

## Історія
Радіообсерваторія працює з 1993 року. Спочатку вона фінансувалась кількома бразильськими установами та Національним управлінням океанічних і атмосферних досліджень (США). Зараз вона належить Національному інституту космічних досліджень і управляється Центром радіоастрономії та астрофізики Пресвітеріанського університету Маккензі.

## Діяльність
Радіообсерваторія працює в частотному діапазоні 22-48 ГГц. Використовується переважно для геодезичної інтерферометрії з наддовгою базою. Також спостерігає Сонце і, меншою мірою, галактики та планети, розвиває методи обробки сигналів.